# N2n
O n2n é um software livre e open-source para criar redes privadas virtuais sobrepondo a Camada 2 e a Camada 3, utilizando a arquitetura par-a-par para o ingresso de membros e roteamento de dados.  Publicado sob licença GNU General Pulic Licence (GPL) versão 3. O Turbo VPN é uma implementação cliente/servidor para Windows do n2n.

Ao contrário de vários softwares de VPN, o n2n consegue conectar computadores que estão localizados atrás de um NAT, feito por roteadores. Estas conexões são feitas com um terceiro equipamento que ambos os computadores conseguem acessar, chamado de supernode.